# Schiebroeksestraat
De Schiebroeksestraat is een straat tussen de Bergselaan en de Willebrordusstraat in het Liskwartier in Rotterdam. De meeste panden stammen uit de eerste jaren van de 20e eeuw. 
Bij het bombardement op Rotterdam werd op 14 mei 1940 een huis op de hoek met de Bergselaan geraakt door een bom. Een gedenksteen in het in 1941 herbouwde huis herinnert aan dit bombardement. Ook de panden op de hoek met de Willebrordusstraat werd door bommen verwoest.
In de Schiebroeksestraat worden veel activiteiten georganiseerd in het kader van het Opzoomeren.
In 2010 behaalde de Schiebroeksestraat de 5e plaats bij de verkiezing van de klimaatcompetitie van het Rotterdams Milieucentrum. 

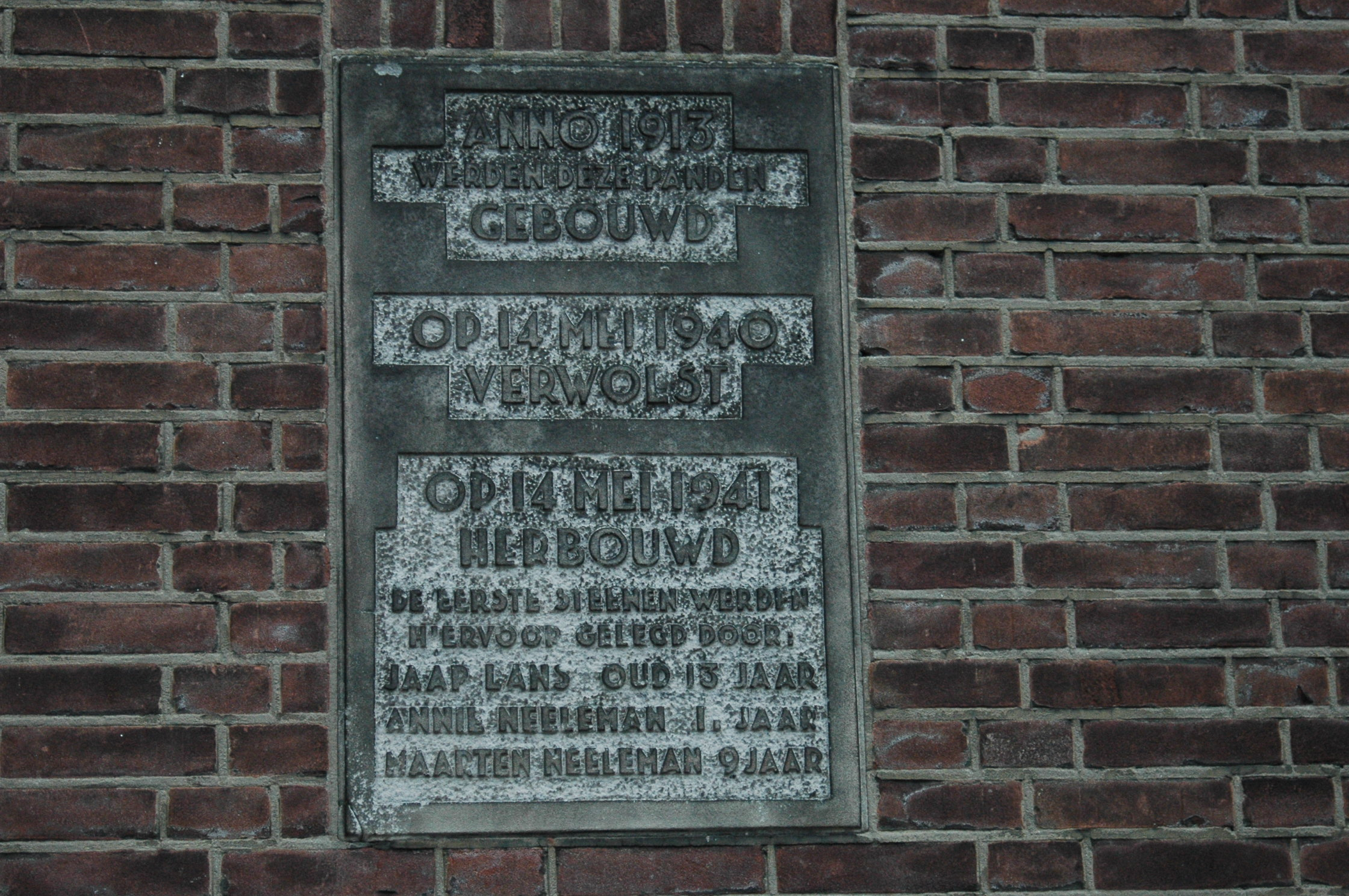
Gedenksteen ter herinnering aan het bombardement van 14 mei 1940 bij in 1941 herbouwd huis in de Schiebroeksestraat